# سامسونگ تی۶۱۹
سامسونگ تی۶۱۹ یک‌نمونه از گوشی‌های تلفن همراه سری T شرکت سامسونگ می‌باشد که توسط همین شرکت به بازار عرضه شده‌است.